# Legio I Minervia

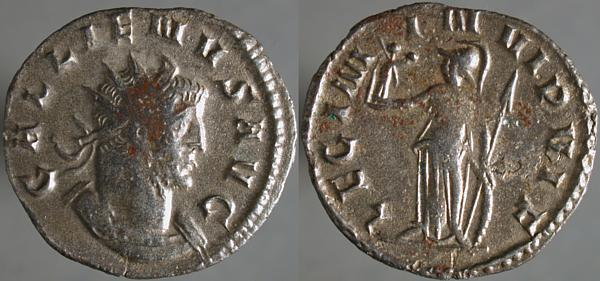
Antoninian des Kaisers Gallienus zu Ehren der Legion mit einer Darstellung der Minerva, dem Emblem der Einheit

Die Legio I Flavia Minervia war eine Legion der römischen Armee. Die Embleme der Legion waren die Göttin Minerva, die auch die Patronin und Namensgeberin der Legion war, und der Widder. Die Namensgebung nahm auch Bezug auf die Dynastie der Flavier, der Domitian angehörte.

## Geschichte der Legion

### Flavische Dynastie
Die Legio I Minervia wurde 82 n. Chr. vom römischen Kaiser Domitian für seinen Feldzug gegen die Chatten aufgestellt. Sie war zunächst in Bonna (dem heutigen Bonn) in der Provinz Germania inferior (Niedergermanien) stationiert, wo sie die nach Mogontiacum (Mainz) verlegte Legio XXI Rapax ersetzte. Die nördlich gelegene Colonia Claudia Ara Agrippinensium (Köln) war Hauptstadt der römischen Provinz Germania inferior und Hauptquartier des niedergermanischen Heeres. Zahlreiche Legionäre dienten dem Statthalter mit zivilen Verwaltungsaufgaben oder als Benefiziarier. Sie nahm aber an Feldzügen im gesamten römischen Reich teil. 89 war sie an der Niederwerfung des Saturninus-Aufstands in der Provinz Germania superior beteiligt und erhielt den Beinamen Legio I Flavia Minervia Pia Fidelis Domitiana (dem Domitian treu und ergeben). Nach der Ermordung und damnatio memoriae Domitians wurden die Namensbestandteile Flavia und Domitiana im Namen der Legio I Minervia Pia Fidelis fortgelassen. Die militärische Lage war im 1. und 2. Jahrhundert ruhig, sodass die Legion auch im angrenzenden rechtsrheinischen Gebiet Ziegeleien (Tegularia transrhenana) und Steinbrüche betrieb.

### Adoptivkaiser und Antoninische Dynastie

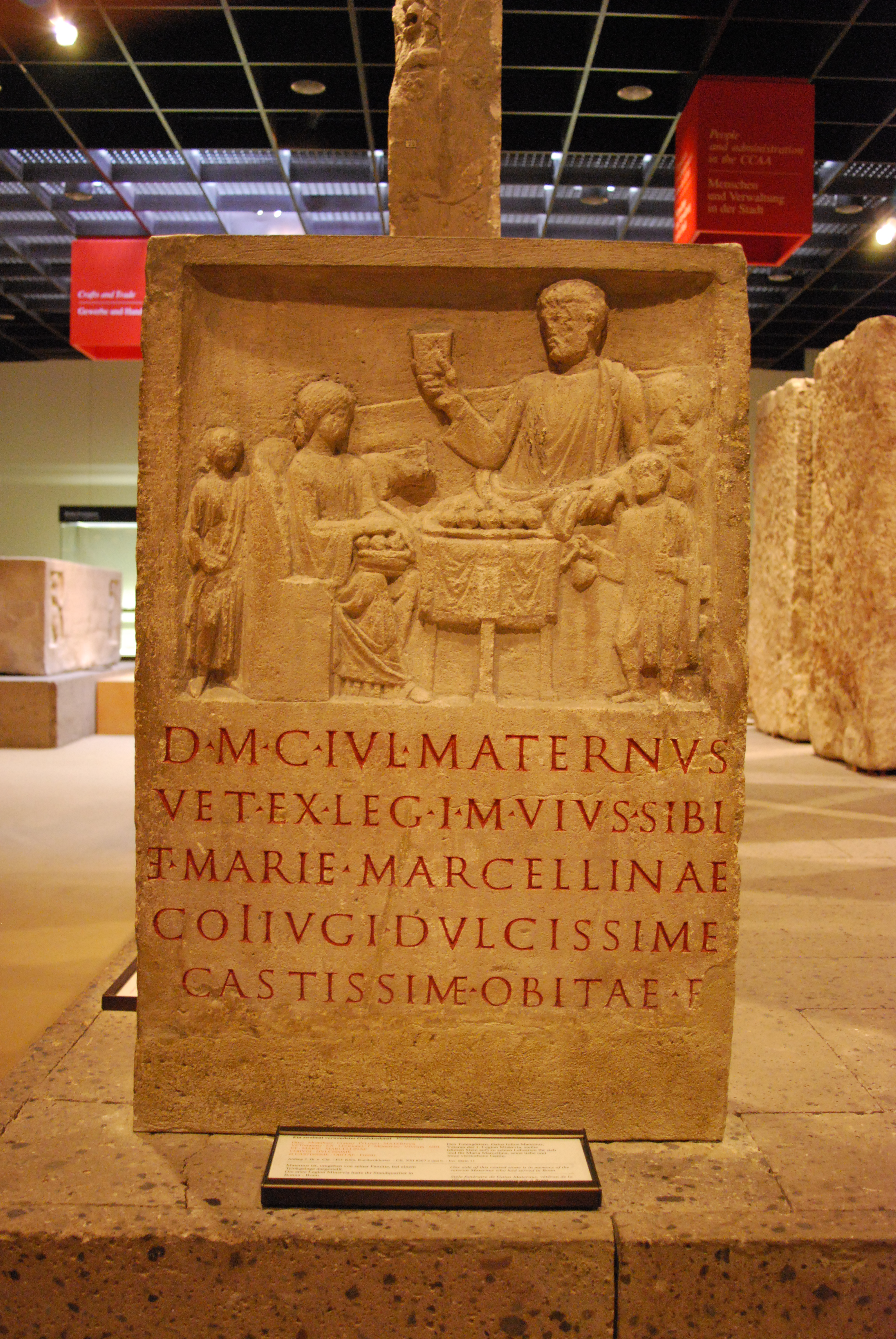
Grabstein für die Frau des Gaius Iulius Maternus, Veteran der Legio I Minerva (2. Jh.)

Unter dem Kommando des späteren Kaisers Hadrian nahm die Legion an den Dakerkriegen (101–106) Kaiser Trajans teil, während sie im Lager Bonna von einer Vexillation der Legio XXII Primigenia vertreten wurde. Ihr Feldzeichen ist auf der Trajanssäule abgebildet. Nach der Eroberung Dakiens kehrte die Legion nach Bonn zurück, wo sie im Jahr 112 wieder belegt ist. Die Legio I Minervia arbeitete mehrmals bei Bauprojekten mit der Legio XXX Ulpia Victrix aus Vetera (Xanten) zusammen, was in Inschriften als EXGERINF (Exercitus Germaniae inferioris; Heer Niedergermaniens) statt der Legionsnamen seinen Niederschlag fand. Unterabteilungen der Legion arbeiteten in Steinbrüchen, errichteten Kalköfen in der Eifel (siehe Römische Kalkbrennerei Iversheim) und bei Nijmegen. Inschriftlich sind Teile der Legion auch in den Lagern Carvo (auch Kastell Kesteren, heute Neder-Betuwe NL), Albaniana (Alphen aan den Rijn), Castra Herculis (Arnhem) und zahlreichen anderen Orten der Germania inferior bezeugt. Die Legion verfügte auch über venatores (Jäger), deren Aufgabe es war, Tiere für Tierhatzen in den Amphitheatern zu fangen. Der Centurio Quintus Tarquitius Restitutus rühmte sich, in einem halben Jahr 50 Bären gefangen zu haben.
In der zweiten Hälfte des 2. Jahrhunderts wurden Vexillationen der Legio I Minervia in mehreren größeren Feldzügen eingesetzt: 162–166 kämpfte die I Minervia unter ihrem Legaten Marcus Claudius Fronto mit einer Vexillation der XXX Ulpia Victrix im Partherkrieg des Lucius Verus im Orient, 166–175 und 178–180 während der Markomannenkriege unter Mark Aurel und 173 unter dem Oberbefehl des Statthalters der Gallia Belgica Didius Julianus gegen die Chauken. Das Stammlager Bonna entwickelte sich nach der Aufnahme der Matronae Aufaniae in den Festkalender der Legion zu einem Zentrum der Matronenkultes. Unter Commodus (180–192) kam es möglicherweise zu Kampfhandlungen bei Kerken am Niederrhein, in die auch die Legio I Minervia involviert war.

### Zweites Vierkaiserjahr und Severer

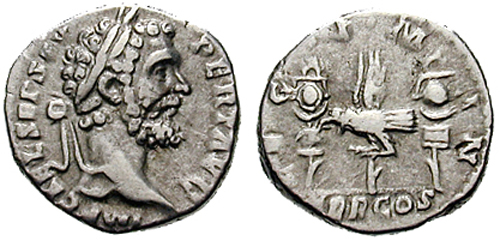
IMP CAE L SEP SEV PERT AVG
LEG I MIN, TR P COS
Denarius des Septimius Severus zu Ehren der Legio I Minervia

Während der innerrömischen Konflikte zwischen Septimius Severus und Clodius Albinus stand die Legion seit 193 auf der Seite des Severus und war 196/197 aktiv an den Kämpfen beteiligt. Wahrscheinlich erhielt die Legion den Ehrentitel Antoniniana bereits um 196 von Septimius Severus. Seit 197 war eine Vexillation aus Legionären der XXX Ulpia Victrix, I Minervia, VIII Augusta und XXII Primigenia in Lugdunum (Lyon), der Hauptstadt der drei gallischen Provinzen, stationiert. In den Jahren 197/198 führte Claudius Gallus als praepositus vexillationum eine Vexillation der vier germanischen Legionen (I Minervia, VIII Augusta, XXII Primigenia und XXX Ulpia) im zweiten severischen Partherkrieg.
Gaius Iulius Septimius Castinus, der Legat der Legio I Minervia und späterer Statthalter in Pannonia inferior (208–211) und Dacia (214/215–217), führte als Dux um 207/208 eine Vexillation der vier germanischen Legionen Legio VIII Augusta, Legio XXII Primigenia, I Minervia und XXX Ulpia Victrix gegen Aufrührer und Rebellen in Gallien und Hispanien. Nach Elagabals (218–222) Ermordung führte die Legion den Ehrentitel Antoniniana nicht mehr. Unter Severus Alexander (222–235) errang die Legio I Minervia Pia Fidelis Severiana Alexandriana unter ihrem Legatus Titius Rufinus bei Bonna im Jahr 231 auf rechtsrheinischen Gebiet einen Sieg über einen germanischen Verband und errichtete auf dem Schlachtfeld einen Siegesaltar. Möglicherweise handelte es sich dabei um einen jener germanischen Plünderungszüge, welche die Situation an der Rheingrenze im 3. Jahrhundert prägten.

### Soldatenkaiser

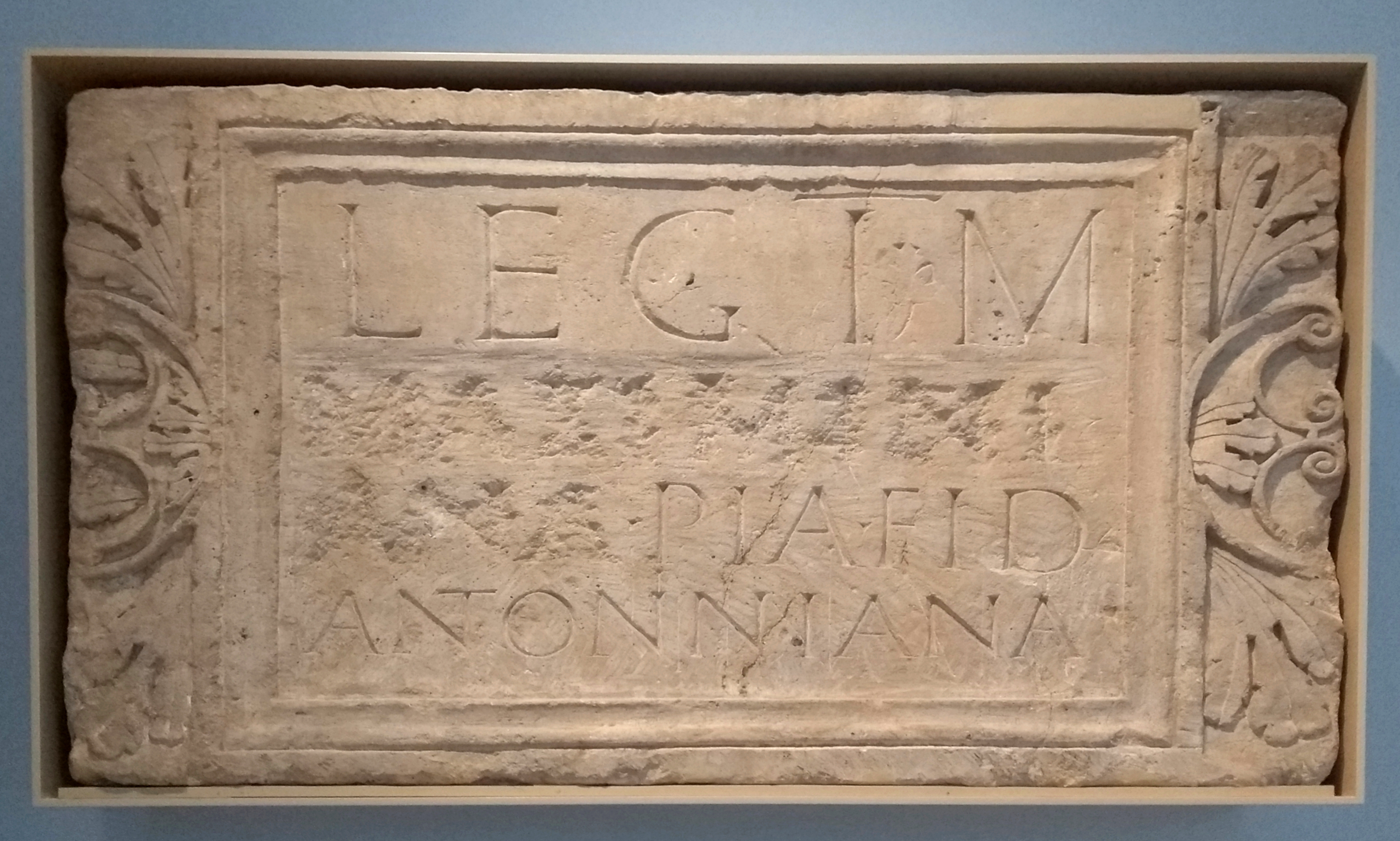
Inschrift, auf der der Name der Legion gleich zweimal eradiert wurde: Die ursprüngliche dreizeilige Aufschrift „Leg(io) I M(inervia) / […] Ant[o]/niniana p(ia) f(idelis)“ ist in der letzten Zeile noch an hellen Strichen erkennbar. Unter Maximinus Thrax wurden die unteren Zeilen ausgemeißelt und durch die neue Legionsbezeichnung „Maximini/ana pia fid(elis) / Antoniniana“ ersetzt, die nun drei Zeilen benötigte. Nach Maximinus’ Tod wurde der Beiname „Maximiniana“ seinerseits wieder sehr grob ausgemeißelt

Während der Reichskrise des 3. Jahrhunderts verhalf die Legion wahrscheinlich Maximinus Thrax (235–238), dem ersten Soldatenkaiser, auf den Thron, der ihr dafür den Namen Legio I Minervia Maximiniana Pia Fidelis Antoniniana verlieh. Seit 238 entfiel der Namensteil Maximiniana. Unter Gordian III. (238–244) führte die Legion den Namen Legio I Minervia Gordianarum bzw. Gordiana. Gallienus (253–268) ehrte die Legion auf Münzen und mit dem Titel VI Pia VI Fidelis (sechsmal pflichtbewusst, sechsmal treu). Dann unterstand die Legion den Kaisern des Gallischen Sonderreichs (260–274). Der Einfall der Franken im Jahr 274 n. Chr. führte heutigen Erkenntnissen nach nicht zur Zerstörung des Lagers. Allerdings wurden die Wohngebiete außerhalb des Lagers aufgegeben, die verbliebene Zivilbevölkerung lebte zusammen mit der auf 1000 Mann reduzierten Garnison im Lager selbst.

### Spätantike

Schildbemalung der Mínervii im frühen 5. Jahrhundert

Eine Vexillation der Legio I Minervia war vermutlich zwischen 285 und 290 für einen Feldzug Maximians gegen die aufständische Bagauden Galliens oder zur Bekämpfung von Piraten dem Feldherrn und späteren britannischen Usurpator Carausius unterstellt worden. Carausius (286/287–293) ehrte die Legion durch Münzprägungen. Bis 295 ist die Legion als Limitanei (Grenzheer) in Bonna inschriftlich nachgewiesen. Darstellungen auf dem Konstantinsbogen weisen darauf hin, dass Konstantin der Große (306–337) Teile der Legion in seinen Comitatus („Gefolge“) aufgenommen hatte. Aus diesem Legionsteil gingen vermutlich die Prima Minerbes und die Minervii des Ostreiches hervor. Um 353 wurde Bonna von einfallenden Franken zerstört, seitdem gibt es keine sicheren Berichte über die „germanische“ Legio I Minervia mehr. Allerdings fehlt auch ein Bericht über ihr Ende. In seinem Bericht über die Schlacht von Argentoratum im Herbst 357 erwähnte Ammianus Marcellinus eine Primanorum Legio (Ammianus Marcellinus 16, 12, 49), bei der es sich um einen Teil der Legio I Minervia handeln könnte. Julian (360–363) eroberte Bonna zurück und baute das Lager möglicherweise wieder auf. Welche Truppen in dem Lager stationiert waren, ist jedoch unbekannt.
Die Minervii waren im frühen 5. Jahrhundert eine legio comitatensis (mobiles Feldheer) in der spätantiken Armee des Ostens und wurden in der Notitia Dignitatum unter dem Kommando des Magister militum per Illyricum angeführt.